# Psoralen
Psoralen ist ein sekundärer Pflanzenstoff aus der Gruppe der Furocumarine. Psoralen ist die Stammverbindung der Furocumarine vom Psoralen-Typ. Diese weisen eine lineare Anordnung der drei Ringe im kondensierten, heterocyclischen Ringsystem auf und werden daher auch als lineare Furocumarine bzw. lineare Furanocumarine bezeichnet.

## Struktur
Die Struktur des Psoralens leitet sich vom Cumarin ab, indem der Benzolring des Cumarins über die Ringatome C6 und C7 mit einem Furanring kondensiert ist. Das Sauerstoffatom des Furanrings ist wie beim isomeren Angelicin über C7 gebunden, was auf die Biosynthese beider Verbindungen ausgehend von Umbelliferon (7-Hydroxycumarin) zurückgeht.
Psoralen wurde erstmals 1933 neben dem isomeren Angelicin aus den Samen von Psoralea corylifolia, einer Pflanzenart aus der Familie der Hülsenfrüchtler isoliert. Die Struktur des Psoralens wurde 1936 anhand der synthetisch hergestellten Verbindung aufgeklärt und die Identität der synthetisierten Verbindung mit dem aus Psoralea corylifolia isolierten Material belegt.
In den natürlich vorkommenden Derivaten des Psoralens sind meist die Wasserstoffatome an den Ringkohlenstoffatomen 5 und/oder 8 des zentralen Benzolrings durch Hydroxy- oder Alk(en)yloxy-Gruppen substituiert. Bei Alkenyloxygruppen (z. B. bei Bergamottin) kommt es auch zur Epoxydierung und entsprechenden Folgeprodukten (z. B. Epoxybergamottin, 6′,7′-Dihydroxybergamottin). Natürlich vorkommende Derivate des Psoralens mit Substitution an den Ringkohlenstoffatomen 5 und/oder 8 sind u. a.:
- Bergaptol (5-Hydroxypsoralen), Bergapten (5-Methoxypsoralen), Bergamottin, Epoxybergamottin, 6′,7′-Dihydroxybergamottin
- Xanthotoxin (8-Methoxypsoralen), Imperatorin (8-Isopentenyloxypsoralen)
- Isopimpinellin (5,8-Dimethoxypsoralen)[9]

(vgl. auch die Übersicht im Artikel zu den Furocumarinen)

## Biosynthese
Die Biosynthese erfolgt ausgehend von Umbelliferon (7-Hydroxycumarin) durch Isoprenylierung an C6 unter Bildung von Demethylsuberosin. Anschließend erfolgt Ringschluss zu (+)-Marmesin und danach syn-Eliminierung von Aceton und Wasserstoff unter Bildung der C–C-Doppelbindung des Furanrings. Die Bildung des isomeren Angelicins erfolgt ebenfalls ausgehend von Umbelliferon durch Isoprenylierung von C8 statt C6 und analoge Folgeschritte wie bei der Biosynthese von Psoralen.

## Vorkommen
Psoralen und Derivate des Psoralens kommen hauptsächlich in den folgenden vier Pflanzenfamilien vor:
- Rautengewächse: Weinraute, Grapefruit, Zitrone, Limette, Orange
- Doldenblütler: Arznei-Engelwurz, Riesen-Bärenklau,[12] Karotte, Pastinake, Echter Sellerie, Petersilie, Dill, Echter Koriander, Kreuzkümmel
- Hülsenfrüchtler: Psoralea corylifolia, Gewöhnlicher Asphaltklee
- Maulbeergewächse: Echte Feige

## Verwendung
Psoralene dienen höheren Pflanzen als Abwehrstoffe gegen Insektenfraß und Pilzbefall. In der Chemie dient es zur Untersuchung der Struktur und Funktion von Nukleinsäuren. Einige Studien mit diesem Wirkstoff haben einen besseren Verlauf bei Multipler Sklerose gezeigt. Psoralen hemmt den Kaliumtransport und kann Nervenfasern, wenn sie nicht ganz unterbrochen sind, wieder leitfähig machen. Die erforderliche Dosis liegt bei etwa 20 mg pro Tag.
Psoralene werden bei Verfahren zur Pathogeninaktivierung von Thrombozytenkonzentraten aus Apherese bzw. gepoolten Buffy coats von Vollblutspenden verwendet.

## Gefahren
Psoralen ist die Grundsubstanz der linearen Furanocumarine, zu denen auch Bergapten und Xanthotoxin gehören. Wie diese besitzt Psoralen photosensibilisierende Eigenschaften, das heißt, es sensibilisiert die Haut für Sonnenlicht und UV-Strahlung. Durch die Substanz werden bei Lichteinwirkung starke Entzündungen und Sonnenbrand hervorgerufen.

## Medizinischer Einsatz
Aus oben genannten Gründen kann Psoralen gemeinsam mit langwelligem UV-Licht („Psoralen plus UVA“, abgekürzt PUVA) als eine Form der photoaktivierten Chemotherapie zur Behandlung der Psoriasis, Vitiligo, Mastozytose, des Lichen ruber planus und anderen Erkrankungen verwendet werden.